# Maoricardium setosum
Maoricardium setosum is een tweekleppigensoort uit de familie van de Cardiidae. De wetenschappelijke naam van de soort is voor het eerst geldig gepubliceerd in 1846 door Redfield.